# Will Hare
Will Hare (Elkins, 30 marzo 1916 – New York, 31 agosto 1997) è stato un attore statunitense.
Ha interpretato ruoli per il cinema e per la televisione, spesso figure di nonni, padri anziani o personaggi burberi e scontrosi. Ha interpretato il ruolo del vecchio Peabody, l'anziano fattore che riceve la "visita" della DeLorean nel fienile, in Ritorno al futuro. È stato accreditato anche con i nomi Wiliam Hare, William Hare, Wil Hare.

## Carriera
Figlio di Frances Laetitia e George Thomas Hare, nacque il 30 marzo 1916 a Elkins. Cominciò la professione di attore all'età di 17 anni. Debuttò al cinema nel film di Alfred Hitchcock Il ladro. Altri film includono Black Oak Conspiracy  (1977), Il cavaliere elettrico (1979), Eyes of Fire (1983), Silent Night, Deadly Night - Natale di sangue (1984), Aviator - Amore tra le nuvole (1985). Hare è stato anche un membro attivo dello Screen Actors Guild per diversi anni e dell'Actors Studio dove morì per un attacco d'infarto il 31 agosto 1997 durante una prova.

## Filmografia

### Cinema
- Il ladro (The Wrong Man), regia di Alfred Hitchcock (1956) - non accreditato
- Without Each Other, regia di Saul Swimmer (1962)
- Gli effetti dei raggi gamma sui fiori di Matilda (The Effect of Gamma Rays on Man-in-the-Moon Marigolds), regia di Paul Newman (1972)
- Special Delivery, regia di Paul Wendkos (1976) - non accreditato
- Black Oak Conspiracy, regia di Bob Kelljan (1977)
- Il paradiso può attendere (Heaven Can Wait), regia di Warren Beatty e Buck Henry (1978)
- Il ritorno di Butch Cassidy & Kid (Butch and Sundance: The Early Days), regia di Richard Lester (1979) - non accreditato
- The Rose, regia di Mark Rydell (1979)
- Il cavaliere elettrico (The Electric Horseman), regia di Sydney Pollack (1979)
- L'invincibile ninja (Enter the Ninja), regia di Menahem Golan (1981)
- Spiccioli dal cielo (Pennies from Heaven), regia di Herbert Ross (1981)
- Eyes of Fire, regia di Avery Crounse (1983)
- Natale di sangue (Silent Night, Deadly Night), regia di Charles Sellier (1984)
- Aviator - Amore tra le nuvole (The Aviator), regia di George Trumbull Miller (1985)
- Ritorno al futuro (Back to the Future), regia di Robert Zemeckis (1985)
- Vendetta, regia di Bruce Logan (1986)
- Grim Prairie Tales: Hit the Trail... to Terror, regia di Wayne Coe (1990)
- Io e Veronica (Me and Veronica), regia di Don Scardino (1993)
- Mob Queen, regia di Jon Carnoy (1998)

### Televisione
- Actor's Studio – serie TV, episodio 1x08 (1948)
- The Ford Theatre Hour – serie TV, episodi 1x05-2x06 (1949)
- Kraft Television Theatre – serie TV, episodi 3x01-3x15 (1949)
- Suspense – serie TV, episodi 1x08-2x29 (1949-1950)
- The Clock – serie TV, episodio 1x47 (1950)
- Detective's Wife – serie TV, episodio 1x02 (1950)
- The Web – serie TV, episodio 1x34 (1951)
- Martin Kane, Private Eye – serie TV, 2 episodi (1951)
- Somerset Maugham TV Theatre – serie TV, episodio 1x21 (1951)
- Armstrong Circle Theatre – serie TV, episodio 1x44 (1951)
- The Trip to Bountiful, regia di Vincent J. Donehue – film TV (1953)
- Lux Video Theatre – serie TV, episodi 1x38-3x28 (1951-1953)
- The Philco Television Playhouse – serie TV, episodi 5x16-6x06-6x11 (1953-1954)
- The Greatest Gift – serie TV, 5 episodi (1955)
- The Big Story – serie TV, 3 episodi (1956-1957)
- The Nurses – serie TV, episodio 1x22 (1963)
- La parola alla difesa (The Defenders) – serie TV, episodi 1x30-3x34 (1962-1964)
- Appuntamento con il destino (Appointment with Destiny) – serie TV, episodio 1x05 (1972)
- Great Performances – serie TV, episodio 1x01 (1972)
- Banacek – serie TV, episodio 1x05 (1972)
- Autobiografia di Miss Jane Pittman (The Autobiography of Miss Jane Pittman), regia di John Korty – film TV (1974)
- Baretta – serie TV, episodio 1x10 (1975)
- Lotta per la vita (Medical Story) – serie TV, episodio 1x02 (1975)
- Starsky & Hutch – serie TV, episodio 1x15 (1976)
- Delvecchio – serie TV, episodio 1x04 (1976)
- Le strade di San Francisco (The Streets of San Francisco) – serie TV, episodio 5x14 (1977)
- Kingston - Dossier paura (Kingston: Confidential) – serie TV, episodio 1x11 (1977)
- La donna bionica (The Bionic Woman) – serie TV, episodio 3x02 (1977)
- The Critical List, regia di Lou Antonio – film TV (1978)
- Bender, regia di Ray Danton – film TV (1979)
- Archie Bunker's Place – serie TV, episodio 1x22 (1980)
- Fuoco sulla montagna (Fire on the Mountain), regia di Donald Wrye – film TV (1981)
- Lou Grant – serie TV, episodio 5x11 (1982)
- Ralph supermaxieroe (The Greatest American Hero) – serie TV, episodio 2x15 (1982)
- Il principe delle stelle (The Powers of Matthew Star) – serie TV, episodio 1x21 (1983)
- Dallas – serie TV, episodio 7x07 (1983)
- Il brivido dell'imprevisto (Tales of the Unexpected) – serie TV, episodio 7x05 (1984)
- Hazzard (The Dukes of Hazzard) – serie TV, episodio 7x01 (1984)
- Santa Barbara – serial TV, 2 episodi (1985)
- Child's Cry, regia di Gilbert Cates – film TV (1986)
- Dream West – miniserie TV, episodi 1x01-1x02 (1986)
- Una vita da vivere (One Life to Live) – serial TV, 1 episodio (1987)
- Subway Stories - Cronache metropolitane (SUBWAYStories: Tales from the Underground), regia collettiva – film TV (1997) - (episodio Sax Cantor Riff)

## Doppiatori italiani
Nelle versioni in italiano delle opere in cui ha recitato, Will Hare è stato doppiato da:
- Mario Milita in Natale di sangue, Ritorno al futuro
- Roberto Gicca in Il ladro
- Gianfranco Bellini in Starsky & Hutch
- Sandro Sardone in Io e Veronica